# 리빙넷
리빙넷(Living net)은 KT가 2001년 11월부터 제공되는 전화 부가서비스이다. 2003년 말, 무선전화기와 결합된 안 서비스로 확대 개편되었다.
전용 단말기를 이용하여 발신번호표시(CID) 서비스, 단문메시지 서비스, 인터넷 생활정보 검색서비스 등을 제공하여, 이동전화 SMS는 물론 한미르 계정의 E-mail 송수신, 문자 기반 FAX 송신과 기존 인포샵 CP 기반의 정보서비스 및 간단한 온라인 뱅킹, 음성사서함 등도 지원한다.